# 78-я истребительная авиационная дивизия
 78-я истребительная авиацио́нная диви́зия  (78-я иад) — авиационное воинское соединение истребительной авиации Вооружённых сил СССР в Великой Отечественной войне.

## Наименования дивизии
- 78-я истребительная авиационная дивизия ПВО

## Формирование дивизии
78-я истребительная авиационная дивизия начала своё формирование в апреле 1941 года в ВВС Московского военного округа  .

## Переформирование дивизии
78-я истребительная авиационная дивизия 7 июля 1941 года была обращена на формирование 6-го истребительного авиационного корпуса ПВО.

## В действующей армии
В состав действующей армии не входила

## В составе соединений и объединений
| Дата            | Фронт (округ)            | Армия                           | Корпус | Примечания |
| --------------- | ------------------------ | ------------------------------- | ------ | ---------- |
| 01.04.1941 года | Московский военный округ | ВВС Московского военного округа | -      | -          |
| 07.07.1941 года | Московский военный округ | ВВС Московского военного округа | -      | -          |

## Командиры дивизии
| Звание    | Имя                       | Период                  | Примечание |
| --------- | ------------------------- | ----------------------- | ---------- |
| Полковник | Митенков Алексей Иванович | 01.05.1941 — 07.07.1941 |            |

## Состав дивизии
| Части                                 | Период                     |
| ------------------------------------- | -------------------------- |
| 176-й истребительный авиационный полк | 05.12.1941 г. — 07.07.1941 |
| 177-й истребительный авиационный полк | 10.05.1941 г. — 07.07.1941 |
| 178-й истребительный авиационный полк | 10.05.1941 г. — 07.07.1941 |
| 309-й истребительный авиационный полк | 10.05.1941 г. — 07.07.1941 |

## Базирование
Штаб дивизии располагался в г. Клин. Полки дивизии базировались на аэродромах Клин, Кострома и аэродром Липицы (Серпухов).